# Varyomus roreri
Varyomus roreri är en mångfotingart som först beskrevs av Chamberlin 1918.  Varyomus roreri ingår i släktet Varyomus och familjen Aphelidesmidae. Inga underarter finns listade i Catalogue of Life.